# Arbeitsverfassungsgesetz
Das österreichische Arbeitsverfassungsgesetz von 1974 ist ein Bundesgesetz, das die Betriebsverfassung und die Mitbestimmung von Arbeitnehmern regelt, die aufgrund eines privatrechtlichen Vertrags beschäftigt sind.
Der Ausbau und die Modernisierung der Arbeitsrechtspolitik geht in Österreich auf die Kanzlerschaft Bruno Kreiskys zurück.

## Inhalt
Neben Kollektivvertrag und Schlichtungswesen, Mindestlohn und Kündigungsschutz kodifiziert es auch Status sowie Rechte und Pflichten des österreichischen und des europäischen Betriebsrats. Die geregelten kollektivrechtlichen Materien umfassen im Einzelnen:
- Kollektivvertrag (§§ 2-21)
- Mindestlohntarif (§§ 22-25)
- Lehrlingsentschädigung (§§ 26-28)
- Betriebsvereinbarung (§§ 29-32)
- Betriebsverfassung (§§ 33-39)
- Organisationsrecht der Arbeitnehmer und Arbeitnehmervertretung (§§ 40-49)
- Betriebsrat in Betrieb, Unternehmen und Konzern, Kündigungsschutz (§§ 50-122)
- Jugendvertretung (§§ 123-131)
- Bestimmungen für einzelne Betriebsarten (§§ 132-140)
- Bundeseinigungsamt und Schlichtungsstelle (§§ 141-159)
- Europäische Betriebsverfassung und Europäischer Betriebsrat (§§ 171-203)
- Rechtsstellung der Arbeitnehmervertreter (§§ 204-205)
- Schluss- und Übergangsbestimmungen (§§ 160-170, §§ 206-208)